# 凉水河蒙古族乡
凉水河蒙古族乡是中华人民共和国辽宁省朝阳市北票市下辖的一个民族乡。

## 行政区划
凉水河蒙古族乡下辖以下村级行政区划单位：
凉水河村、万松山村、艾树沟村、高台村、下湾子村和周家沟村。